# Asociația culturală Memet Niyaziy
Asociația culturală Memet Niyaziy a fost o organizație a etnicilor tătari din România înființată în 1938 în cinstea poetului Memet Niyaziy din inițiativa inginerului Haği Ahmet (Hagi Amet).